# British Rail Class 507
British Rail Class 507 - typ elektrycznych zespołów trakcyjnych (EZT) wytwarzanych w latach 1978-1979 przez zakłady BREL w Yorku na zlecenie British Rail. Należy do serii 5 typów EZT, zaprojektowanych w 1972 z myślą o obsłudze tras podmiejskich w największych aglomeracjach (pozostałe to Class 313, Class 314, Class 315 i Class 508). Łącznie zbudowano 33 zespoły tego typu. 
Obecnie jedynym przewoźnikiem używającym pociągów tej klasy jest Merseyrail, który eksploatuje je na obu swych liniach. 

## Linki zewnętrzne

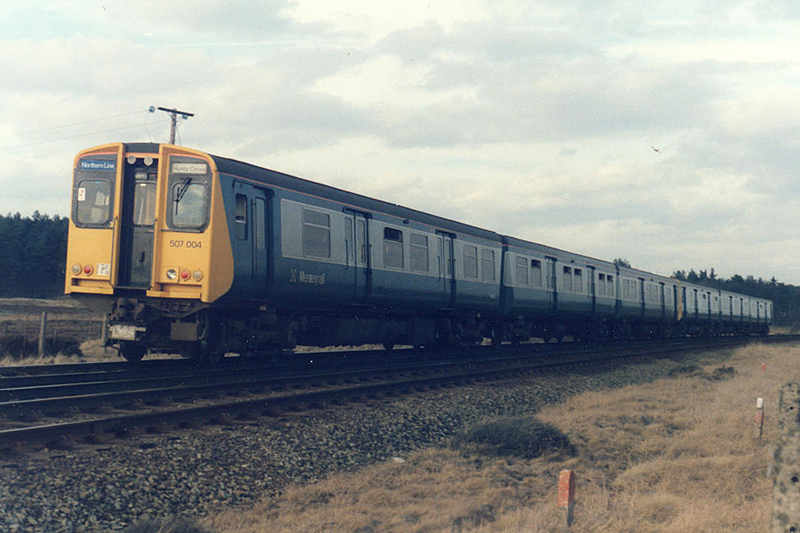
Wygląd pociągu typu Class 507 sprzed modernizacji, mającej miejsce w latach 2002-2005